# Carne e sangue
Carne e sangue (Flesh and Blood) è un romanzo della scrittrice statunitense Patricia Cornwell pubblicato nel 2014.

## Trama
Kay Scarpetta è a capo del modernissimo centro di medicina forense (CFC) di Cambridge (area metropolitana di Boston) mentre il rude Pete Marino (poliziotto solido e di vecchio stampo) dopo anni di collaborazione con lei è tornato in polizia. È proprio Marino ad interrompere i preparativi per una breve vacanza che Kay ed il marito Benton stanno per prendersi.
Jamal Nari, un professore di musica vecchia conoscenza di Kay, è stato ucciso e nonostante i rapporti tesi tra l'anatomopatologa e Nari le indagini devono essere accuratissime perché l'omicidio potrebbe essere uno dei numerosi messaggi minatori che Kay sta ricevendo da alcuni mesi.
Dal passato sembra essere tornata la minacciosa presenza di una folle ed intelligentissima ex amante di Lucy, nipote e "figlioccia" di Kay.

## Edizioni in italiano
- Patricia Daniels Cornwell, Carne e sangue, traduzione di Annamaria Biavasco e Valentina Guani, Mondadori, Milano 2014 ISBN 978-88-04-64793-5
- Patricia Daniels Cornwell, Carne e sangue, traduzione di Annamaria Biavasco e Valentina Guani, Mondadori, Milano 2014 ISBN 978-88-04-64719-5
- Patricia Daniels Cornwell, Carne e sangue, Mondolibri, Milano 2015
- Patricia Daniels Cornwell, Carne e sangue, traduzione di Annamaria Biavasco e Valentina Guani, Mondadori, Milano 2015 ISBN 978-88-6621-122-8
- Patricia Daniels Cornwell, Carne e sangue, traduzione di Annamaria Biavasco e Valentina Guani, Mondadori, Milano 2016 ISBN 978-88-04-67217-3